# わたしのかけらたち
『わたしのかけらたち』は、植村花菜の5枚目のアルバムで2枚目のミニ・アルバム。2010年3月10日にキングレコードから発売。全6曲。

## 来歴
3月22日付のオリコンチャートで週間13位に初登場。翌3月29日付チャートでTOP10入り。5月1日、売上が10万枚を突破したことが報じられた。9月に売上が15万枚を突破。2010年12月27日現在、オリコンチャート39週連続ランクインのロングヒット。

## 概要
音楽プロデューサーに寺岡呼人、アレンジに磯貝サイモンを迎えた。CDのブックレットは縦書きで、写真・イラスト等はなく、小説を読んでいるような、イメージにしたという。後に収録曲「トイレの神様」がラジオ等で取り上げられ、広く支持された事から同年11月24日にシングルカット。本作は「トイレの神様」MV収録DVDが同梱。全曲タイアップは特にない。

## 収録曲
| 1．猪名川                 | 作詞：岩里祐穂／作曲：植村花菜／編曲：磯貝サイモン・寺岡呼人             |
| 2．忘れないよ             | 作詞・作曲：植村花菜／編曲：磯貝サイモン                                 |
| 3．わたしはじめ           | 作詞：植村花菜・山田ひろし／作曲：植村花菜／編曲：磯貝サイモン・寺岡呼人 |
| 4．マスカラ               | 作詞：岩里祐穂／作曲：植村花菜／編曲：磯貝サイモン・寺岡呼人             |
| 5．サンシャインストーリー | 作詞：岩里祐穂／作曲：植村花菜／編曲：磯貝サイモン・寺岡呼人             |
| 6．トイレの神様           | 作詞：植村花菜・山田ひろし／作曲：植村花菜／編曲：寺岡呼人               |